# Astegopteryx pandani
Astegopteryx pandani är en insektsart. Astegopteryx pandani ingår i släktet Astegopteryx och familjen långrörsbladlöss. Inga underarter finns listade i Catalogue of Life.